# Моряки
«Моряки́» (рос. «Моряки») — радянський чорно-білий пропагандистський військовий художній фільм Одеської кіностудії російською мовою. Вийшов на екрани в 1939 році.

## Сюжет
Фільм розповідає про майбутню (для 1939 року) війну на морі — подібно до фільму «Якщо завтра війна», який розповідає про майбутню війну на суші.
Мирне життя. Військово-морський флот веде бойову підготовку. У річницю Цусімської битви моряки згадують героїзм російських моряків у боротьбі з ворогами і обіцяють розгромити будь-якого ворога в разі нападу.
Незабаром ворог (державна приналежність якого не вказується) вдирається в радянські води. Спочатку його атакують торпедні катери, підводні човни, літаки. Але вирішальний бій відбудеться між ескадрами лінійних кораблів. Радянський передовий загін повинен заманити ворога під удар своїх основних сил.

## Фільмування
У фільмі залучені справжні МБР-2, Г-5, «Паризька комуна» та інші кораблі Чорноморського флоту, а також плавучі моделі лінкорів «Радянський Союз» і «Сталінська конституція».

### Музика
У фільмі звучить пісня Ю. Мілютіна «Це ми — краснофлотці» (рос. Это мы — краснофлотцы!)

## У ролях
- Володимир Освецимський
- С. Д. Тимохін
- Антоніна Максимова — Галина Зоріна
- Олена Єгорова —  Івановська
- Столяров Сергій Дмитрович — Олександр Бєляєв
- Аркадій Аркадьєв — Свєтлов
- Іван Клюквин — секретар райкому
- Олексій Краснопольський
- Микола Макаренко
- Лаврентій Масоха — кочегар
- Григорій Плужник — командир лінкора
- Михайло Романов — командир міноносця
- Костянтин Сорокін — Стьопа
- Еммануїл Геллер — капітан (немає в титрах)

## Знімальна група
- Автор сценарію: Йоганн Зельцер, Сергій Абрамович-Блек
- Режисер-постановник: Володимир Браун
- Оператор-постановник: Михайло Каплан
- Оператор: С. Рилло
- Композитор: Юрій Мілютін
- Текст пісень: Василь Лебедєв-Кумач
- Звукооператори: Б. Кореньков, Сергій Соловйов-Калін (в титрах Соловйов)
- Художник-постановник: Михайло Юферов
- Асистенти режисера: Мих. Юдін, Лев Зернов, І. Ейдельман
- Комбіновані знімання:
  - оператори: Григорій Айзенберг, В. Морозов
  - художник-конструктор: І. Сильвестрович
- Консультант: капітан 2-го рангу Ф. І. Челпанов[ru]
- Директор картини: Г. Лугвєнєв

## Відгуки
Після виходу фільм став одним з лідером радянського кінопрокату і зайняв 10-те місце серед найпопулярніших фільмів у 1940 році, зібравши 14.8 мільйонів глядачів.
Вадим Скуратівський у статті «Фільм „Моряки“ і довкола» серед іншого зазначив:
|  | Відзнятий 1939-го цей фільм – і перед війною, і під час війни, і по війні – подивилися, у дусі часу, мільйони і мільйони наших глядачів. І особливо значливо, що його ті мільйони дивилися перед війною. |